# Guijo de Galisteo
Guijo de Galisteo (extremadurai nyelven El Guijitu) település Spanyolországban, Cáceres tartományban. Guijo de Galisteo Torrejoncillo, Morcillo, Guijo de Coria, Pozuelo de Zarzón, Montehermoso és Riolobos községekkel határos. Lakosainak száma 1487 fő (2024).

## Népesség
A település népessége az elmúlt években az alábbi módon változott:
| Lakosok száma | 1837 | 1552 | 1513 | 1611 | 1644 | 1601 | 1559 | 1513 | 1513 | 1487 |
|               | 2001 | 2004 | 2006 | 2009 | 2011 | 2014 | 2016 | 2019 | 2021 | 2024 |